# Murena (film)
Murena (chorw. Murina) – chorwacko-słoweńsko-brazylijsko-amerykański dramat filmowy z 2021 roku w reżyserii Antonety Alamat Kusijanović, będący jej pełnometrażowym debiutem reżyserskim.
Film miał swoją światową premierę w ramach sekcji "Quinzaine des Réalisateurs" na 74. MFF w Cannes, gdzie zdobył nagrodę Złotej Kamery dla najlepszego debiutu reżyserskiego. Jednym z producentów wykonawczych filmu był sam Martin Scorsese.

## Fabuła
Dorastająca Julija spędza lato na adriatyckim wybrzeżu wraz ze swymi rodzicami. Jej konserwatywny ojciec stara się ją odciągnąć od uciech młodości poprzez nakładanie na nią obowiązków domowych oraz udział we wspólnych podwodnych polowaniach. Jednakże Julija obserwuje z tęsknotą rozrywki cieszących się wolnością młodych ludzi na pobliskich jachtach. Katalizatorem zmian w patriarchalnym świecie jej rodziny będzie przybycie przystojnego cudzoziemca Javiera, który zainteresowany jest kupnem ziemi pod budowę hotelu. Jego postać budzi zainteresowanie zarówno młodziutkiej Juliji, jak i jej wciąż atrakcyjnej matki, podczas gdy ojciec dziewczyny chce się Javierowi jak tylko może przypodobać.

## Obsada
- Gracija Filipović – Julija
- Leon Lučev – Ante
- Danica Ćurčić – Nela
- Cliff Curtis – Javier
- Jonas Smulders – David
- Niksa Butijer – Pavo[4]

## Produkcja
Zdjęcia kręcono w Dalmacji, m.in. w parku narodowym Kornati (żupania szybenicko-knińska) i nad zatoką Dubovica na wyspie Hvar (żupania splicko-dalmatyńska), a także w Zagrzebiu.